# Fake Happy
"Fake Happy" é uma canção da banda de rock estadunidense Paramore. Foi lançada pela Fueled by Ramen em 29 de agosto de 2017 como o terceiro single de seu quinto álbum de estúdio After Laughter (2017). A faixa foi composta pela vocalista Hayley Williams e o guitarrista Taylor York, produzida por Justin Meldal-Johnsen e York, foi gravada na cidade natal da banda Nashville, Tennessee.

## Antecedentes
Discutindo sobre a inspiração por trás da canção, Williams afirmou: "Bem, quero dizer, o título é bastante autoexplicativo. Eu acho que toda vez que saímos ou fazemos coisas e não nos sentimos da maneira que planejamos, você sabe, nós geralmente queremos parecer como nos sentimos..." Durante uma entrevista para a Beats 1 com Zane Lowe, a cantora novamente falou sobre a canção: "Eu odeio falsidade. Não é divertido estar por perto ela, não é divertido quando você a pratica. Mas então tem esses momentos da sua vida em que você é profissional e tem que ter graça consigo mesmo, tem que ter graça com outras pessoas e trabalhar duro, mas é aquela coisa de autopreservação."

## Composição
Estilisticamente, "Fake Happy" foi rotulada como new wave e pop rock. De acordo com a NPR, "Fake Happy" é uma "canção que afirma diretamente uma desesperança coletiva com os versos 'We're all so fake happy / And I know fake happy' (tradução: 'Estamos todos tão falsamente felizes / E eu conheço falsa felicidade'), posteriormente complicando a emoção com o constrangimento nem sempre explorado no diálogo sobre depressão, a vergonha de se sentir mal e a vergonha de se sentir mal por se sentir mal no verso: 'Don't ask me how I've been / Don't make me play pretend' (tradução: 'Não me pergunte como eu estou / Não me faça fingir')". A canção se inicia com "uma introdução acústica silenciosa, com a voz de Williams filtrada por uma espécie de efeito de telefone", que então se transforma num "riff de sintetizador simples e eficaz" em um "hino ambicioso e descolado sobre todos mascarando sua tristeza". Brice Ezell da Consequence of Sound notou que enquanto a faixa contém "sintetizadores saltitantes" e um ganho "suave", "lembra a banda angustiada que fez Riot!." Similarmente, Brad Nelson da Spin disse que o refrão da canção "abre um buraco de minhoca no álbum, através do qual a banda passa e emerge soando estranhamente como aqueles que fizeram o Brand New Eyes de 2009."

## Lançamento e apresentações ao vivo
"Fake Happy" foi enviada para as rádios de música alternativa em 29 de agosto de 2017, servindo como o terceiro single do After Laughter. A banda previamente havia lançado uma versão para as rádios da canção em 2 de junho de 2017, com a introdução da faixa sendo descartada. A canção foi apresentada ao vivo pela primeira vez em 15 de junho de 2017 no Olympia Theatre em Dublin na Irlanda, como parte do repertório da After Laughter Tour. A banda também apresentou a canção no Good Morning America em 25 de agosto de 2017, juntamente com outras quatro faixas do After Laughter, onde a canção foi confirmada como o próximo single de trabalho do álbum.

## Vídeo musical
O vídeo musical para "Fake Happy" foi lançado em 17 de novembro de 2017. Foi dirigido pelo baterista da banda Zac Farro e apresente Hayley Williams usando um body de lantejoulas passeando pela Cidade de Nova Iorque, cheio de pessoas com rostos sorridentes animados de cabeça para baixo colados em seus rostos.

## Faixas e formatos
- Download digital[17]

1. "Fake Happy" — 3:55

- Edição para rádio[11]

1. "Fake Happy" (Edit) — 3:16

## Créditos
Créditos adaptados do encarte do álbum.
- Kevin "K-Bo" Boettger – engenheiro assistente
- Dave Cooley – engenheiro de masterização
- Carlos de la Garza – mixagem, engenheiro
- Zac Farro – bateria, sinos, teclado, percussão, vocais de apoio
- Justin Meldal-Johnsen – produtor, engenheiro, guitarra baixo, teclado, programação
- Mike Schuppan – engenheiro, mixagem adicional
- Hayley Williams – vocais, teclado, percussão, vocais de apoio
- Taylor York – produtor, mixagem adicional, engenheiro, guitarra, teclado, marimba, percussão, programação, vocais de apoio

## Desempenho nas tabelas musicais
| Tabela musical (2017)                                   | Melhor posição |
| ------------------------------------------------------- | -------------- |
| Estados Unidos (Billboard Hot Rock & Alternative Songs) | 33             |